# Bułgakowka (rejon konyszowski)
Bułgakowka (ros. Булгаковка) – wieś (ros. деревня, trb. dieriewnia) w zachodniej Rosji, w sielsowiecie maszkinskim rejonu konyszowskiego w obwodzie kurskim.

## Geografia
Miejscowość położona jest w dorzeczu Bieliczki (lewy dopływ Swapy), 4,5 km od centrum administracyjnego sielsowietu (Maszkino), 16,5 km na północny wschód od centrum administracyjnego rejonu (Konyszowka), 66 km na północny zachód od Kurska.
We wsi znajdują się 72 posesje.
Klimat
Miejscowość, jak i cały rejon, znajduje się w strefie klimatu kontynentalnego z łagodnym ciepłym latem i równomiernie rozłożonymi opadami rocznymi (Dfb w klasyfikacji klimatów Köppena).

## Demografia
W 2010 r. wieś zamieszkiwały 63 osoby.